# 比留間由哲
比留間 由哲（ひるま よしのり、1976年9月3日 - ）は、日本の俳優。東京都出身。身長183cm。
特技は英会話、スキー、乗馬、殺陣。海外の映画・CM出演多数。
2022年11月に旧所属事務所を退所し日本国内での芸能活動を休止、海外のみで活動。2024年日本国内での芸能活動再開予定。所属芸能エージェントは、GORI International AGENCY. 先ずはモデルとしてファッション及びCM広告媒体から始動する。所属のモデルエージェントはJS MANAGEMENT Inc.

## 出演

### テレビドラマ
- 結婚ラプソディ（1999年1月、NHK総合） - 聡 役
- 北条時宗（2001年1月 - 12月、NHK総合） - 北条宗政 役
- こちら本池上署（2002年7月 - 9月、TBS） - 菊川真之 役
- 月曜ゴールデン（TBS）
  - 十津川警部シリーズ27 九州特急つばめ殺人事件（2003年1月） - 馬泰明 役
  - 名探偵キャサリン13 京都宇治川殺人事件（2003年11月、TBS）
- またも辞めたか亭主殿〜幕末の名奉行・小栗上野介〜（2003年1月、NHK総合） - 徳川慶喜 役
- 夢みる葡萄〜本を読む女〜 第5・6話（2003年10月 - 11月、NHK総合） - 丸山浩太郎 役
- ダムド・ファイル シーズンIII「file No.0029 池 犬山市」（2004年2月、名古屋テレビ） - 高田公俊 役
- 慶次郎縁側日記シリーズ（2004年 - 2008年、NHK総合） - 森口晃之助 役
- 水戸黄門（TBS）
  - 第34部 第9話「痛快チビッコの悪退治・高知」（2004年6月） - 半田敬七郎 役
  - 第35部 第16話「お転婆ふたり恋の港町・酒田」（2005年5月） - 清七 役
  - 第39部 第19話「酔いどれ侍 奮い立て・松江」（2009年3月） - 景山源一郎 役
  - 第41部 第3話「過去を消した謎の女!・鎌倉」（2010年4月） - 草壁陽之進 役
- 母親失格（2007年1月 - 3月、東海テレビ／フジテレビ） - 柊保 役
- お江戸吉原事件帖 第1話（2007年10月、テレビ東京）
- 新・美味しんぼ PART2（2007年11月、フジテレビ）
- 日本史サスペンス劇場特別版 東大落城〜安田講堂36時間の攻防戦40年の真相〜（2009年1月、日本テレビ）
- 樅ノ木は残った（2010年2月20日、テレビ朝日） - 新妻隼人 役
- 土曜時代劇 桂ちづる診察日録（2010年9月 - 12月、NHK総合） - 橘順庵 役
- ドラマW ビート（2011年2月、WOWOW）
- NHKスペシャル（NHK総合）
  - 未解決事件file.01「グリコ・森永事件」（2011年7月29、30日） - 大阪府警・武田寛 役
  - 真珠湾からの帰還 〜軍神と捕虜第一号〜（2011年12月10日） - 梶本大尉 役
- 相棒 Season 10 第8話（2011年12月7日、テレビ朝日） - 有沢広明 役
- 新・おみやさん 第2話（2012年4月26日、テレビ朝日） - 辻博明 役
- 科捜研の女（テレビ朝日）
  - 第12シリーズ 第8話（2013年3月7日） - 葛西保彦 役
  - 第17シリーズ 最終話（2018年3月22日） - 高西浩平 役
  - 第19シリーズ 最終話（2020年3月19日） - 狩野篤文 役
- プレミアムドラマ かすてぃら（2013年7月 - 8月、NHK BSプレミアム） - 岡崎民夫 役
- 警視庁捜査一課9係 season8 第3話（2013年7月24日、テレビ朝日） - 飯野剛 役
- 救命病棟24時 第5シリーズ 第9・10話（2013年9月、フジテレビ） - 有松公邦 役
- 宮本武蔵（2014年3月15日・16日、テレビ朝日） - 出淵孫兵衛 役
- 警部補・杉山真太郎〜吉祥寺署事件ファイル 第5話（2015年2月9日、TBS） - 佐久間正治 役
- 水曜ミステリー9（テレビ東京）
  - 信州山岳刑事 道原伝吉2 北アルプス殺人行（2014年5月28日） - 黒岩武史 役
  - 最強の法廷 裁判官桜子と10人の評決（2015年1月14日） - 中谷浩一郎 役
  - 警視庁強行犯 樋口顕2 ビート（2015年8月26日） - 富岡和夫 役
- 金曜プレステージ / 深川東署・特命人情捜査班 朝田真平（2014年7月18日、フジテレビ） - 本田正悟 役
- 大岡越前2 第1話（2014年10月3日、NHK BSプレミアム） - 卯之吉 役
- 神谷玄次郎捕物控2 第1話（2015年4月3日、NHK BSプレミアム） - 半五郎 役
- 最強のふたり〜京都府警 特別捜査班〜 最終話（2015年9月10日、テレビ朝日） - 戸田省三 役
- 土曜ワイド劇場（テレビ朝日） 
  - 鉄道おんな捜査官1・2（2000年9月9日、2002年10月5日） - 望月春樹 役
  - 弁護士・茜沢翔子の人生相談承ります（2008年9月20日） - 大森昌樹 役
  - 西村京太郎トラベルミステリー
    - 第51作「上野駅13番ホーム」（2009年1月10日） - 平野圭介 役
    - 第54作「伊豆の海に消えた女」（2010年10月2日） - 高原雅之 役
    - 第63作 「長野新幹線〜飯山線 湯けむり殺人ルート」（2015年1月11日） - 武田勇 役

  - 内田康夫サスペンス・福原警部2（2010年6月5日） - 宇野和夫 役
  - 女刑事・左近山響子（2011年5月7日） - 浜岡史郎 役
  - 狩矢父娘シリーズ14 京都・華やかな密室殺人事件!（2012年10月6日） - 今井慶 役
  - 京都美食タクシー殺人レシピ（2015年6月13日） - 木内康弘 役
  - 天才刑事・野呂盆六ファイナル 盆六 暁に死す! 天才刑事VS. 英国帰りの双子の兄!（2015年9月19日） - 伊原堤 役
  - 検事・朝日奈耀子17 イケメン医師は女医に殺される!?（2016年4月9日） - 片岡高史 役
- 剣客商売 「陽炎の男」（2015年9月11日、フジテレビ） - 利助 役
- 立花登青春手控え 第4回（2016年6月3日、NHK BSプレミアム） - 井崎勝之進 役
- 警視庁・捜査一課長 （テレビ朝日）
  - Season1 第10話（2016年6月16日） - 桐野朗 役
  - Season4 第6話（2020年5月14日） - 森野重人 役
- 山村美紗サスペンス・京都〜神戸プロポーズ殺人事件（2017年3月23日、テレビ朝日） - 西森樹夫 役
- 刑事7人 第3シリーズ 第7話（2017年8月23日、テレビ朝日） - 笹本豊 役
- 池波正太郎時代劇 光と影 第2話（2017年10月10日、BSジャパン） - 児嶋右平次 役
- 日曜ワイド 欠点だらけの刑事（2018年2月4日、テレビ朝日） - 天野翔平 役
- くノ一忍法帖 蛍火 第6話（2018年6月5日、BSジャパン） - 穴馬谷天剣 役
- 直撃!シンソウ坂上 再現ドラマ「あさま山荘事件」（2018年6月7日、フジテレビ） - 警視庁第2機動隊隊長・内田尚孝 役
- SUITS/スーツ 第5話（2018年11月5日、フジテレビ） - 浅村 役
- サギデカ（2019年） - 今宮夏蓮の父
- 遺留捜査 スペシャル（2019年10月3日、テレビ朝日） - 瀬田和夫 役
- ドクター彦次郎5（2020年9月13日、テレビ朝日） - 佐田毅 役

### 映画
- おぎゃあ。（2002年） - ハヤト 役
- REFRECTION〜呪縛の絆〜（2002年） - 秋山健吾 役
- 壬生義士伝（2003年1月18日） - 永倉新八 役
- 草の乱（2004年9月4日） - 新井周三郎 役
- 長い散歩（2006年12月16日）  - 安倍信治 役
- DEATH ROOM（2007年） - セイシン 役
- 星の国から孫ふたり（2009年11月21日） -  山崎敏夫 役
- 匹夫 An Inaccurate Memoir（2012年、中国公開作品） - 森川 役
- 超高速!参勤交代 リターンズ（2016年9月10日） - 真柴源七 役
- 居眠り磐音（2019年5月17日） - 毘沙門の統五郎 役

### 舞台
- 巴御前 女武者伝説（2013年）

### 吹き替え
- 春のワルツ（2007年4月 - 9月、NHK BS2） - フィリップ・ローゼンタール（演：ダニエル・ヘニー）役

### CM
- エバラ食品「すき焼きのたれ」「焼肉のたれ・黄金の味」（2002年 - 2003年）
- キリンビール（2002年）
- ワコール（2003年、台湾）
- Visa（2003年、台湾）
- Google「Googleフォン」（2003年、台湾）
- レミーマルタン（2003年、オーストラリア）
- アサヒビール「アサヒスーパードライ」（2008年 - 2010年）
- 東京スター銀行（2009年）
- 遠傳電信「Cell phone」（2009年 - 、台湾・香港）
- ソニー「BRAVIA」（2010年、台湾）
- 韓国GM「オーランド」（2011年、韓国）
- キヤノン「EOS 650」（2012年、韓国）